# Winchester (New Hampshire)
Winchester is een town in Cheshire County, New Hampshire, Verenigde Staten. Volgens de census van 2000, heeft de plaats 4144 inwoners en 1557 huishoudens.

## Geboren
- Leonard Wood (1860-1927), arts en militair